# Kraton

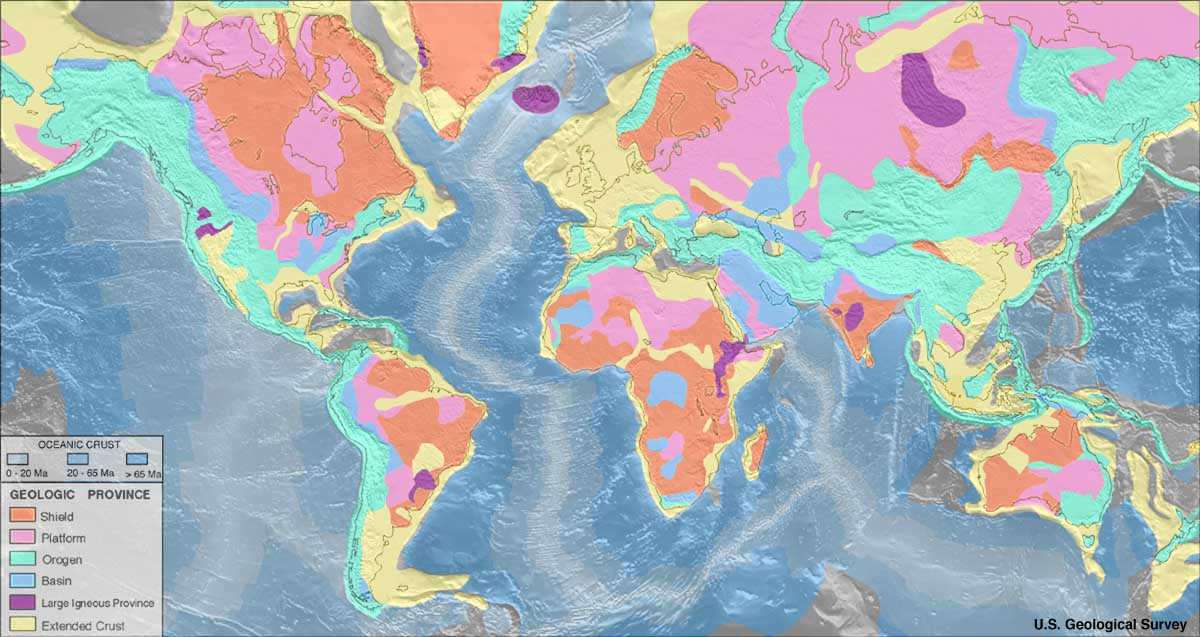
Mapa geologických provincií

Kraton je rozsáhlá stabilní strukturní jednotka zemské kůry, obvykle tvořená magmatickými a metamorfovanými horninami, na kterých může být sedimentární (platformní) pokryv. Kratony obvykle tvoří jádro tektonických desek a mnohé z nich přežily opakované spojování a dělení kontinentů. 
Kratony tvoří nejstarší části kontinentů. Vyznačují se velkou tloušťkou (více než 150 km) zemské kůry a k ní přiléhajícího zemského pláště (ten vytváří pomyslný kýl kratonu). Formování kratonů začalo před 3,5 miliardami let, kdy do mafické oceánské kůry začaly pronikat felsické intruze. V zemské kůře se tak vytvořily oblasti s nižší hustotou, které zůstaly při tektonických pochodech na povrchu a hromadil se na nich další materiál. Postupně tak vznikly zárodky budoucích kontinentů.
Kratony můžeme rozdělit na štíty a platformy. Štít je rozsáhlá jednotka tvořená obnaženými metamorfity a magmatity, která podléhá dlouhodobému zdvihu a denudaci, nachází se zde tedy pouze slabý sedimentární pokryv. Naproti tomu platforma je jednotka, která je tvořena fundamentem z magmatických a metamorfovaných hornin, na kterém je uložen platformní pokryv tvořený poměrně silnou vrstvou sedimentů. Kraton může být také částečně zaplaven šelfovým mořem.
Pojem poprvé použil v roce 1921 rakouský geolog Leopold Kober. Ten ve své práci dělil zemskou kůru na stabilní kratogen a aktivní proměnlivý orogen. Termín kratogén je odvozen z řeckého κράτος (kratos „síla“). Označoval tak tedy ty části kontinentu, které mají největší mocnost zemské kůry. Později byl jinými autory termín zkrácen na kraton.
Příklady kratonů jsou Otročí kraton v Kanadě, Wyomingský kraton ve Spojených státech, Amazonský kraton v Jižní Americe a kraton Kaapvaal v Jižní Africe.